# Чарыев, Ильяс Махтумович
Ильяс Махтумович Чарыев (туркм. Ilýas Mahtumoviç Çaryýew 1964, Ашхабад, Туркменская ССР, СССР) — туркменский государственный деятель.
В 1987 году окончил Туркменский сельскохозяйственный институт.

## Карьера
Трудовую деятельность начал в 1987 году инженером объединения «Ашагросенагатгурлушык». Далее работал заместителем начальника отдела базы управления «Туркменагачкагызломайсовда», директором управления «Туркменагачкагызломайсовда», начальником оздоровительного лагеря «Яшлык» Ашпромторга города Ашхабада, коммерческим директором фирмы «КАН», брокером, старшим брокером Государственной товарно-сырьевой биржи Туркменистана.
1997—2000 — заместитель председателя Государственной товарно-сырьевой биржи Туркменистана.
15.06.2000 — 27.11.2000 — председатель Государственной товарно-сырьевой биржи Туркменистана.
27.11.2000 — 23.06.2005 — государственный министр Туркменистана, председатель Государственной торговой корпорации «Туркменнефтегаз».
23 июня 2005 года уволен за серьезные недостатки в работе. Арестован. Обвинен в коррупции, растрате бюджетных средств и хищении государственного имущества в особо крупных размерах.
В сентябре 2005 года приговорен к 25 годам лишения свободы.

## Взыскания
- Распоряжением Президента Туркменистана за необеспечение строгого контроля за работой газонакопительной станции (г. Туркменабат) Управления «Лебапгазоснабжение» и Дашогузской головной нефтебазы Управления «Туркменнебитонумлери», в результате чего стали возможны злоупотребления в распределении нефтепродуктов и незаконный их вывоз за пределы страны с государственного министра-председателя Государственной торговой корпорации «Туркменнефтегаз» Чарыева И. М. предписано удержать 3-месячный должностной оклад и перечислить указанные средства в Государственный бюджет Туркменистана. Предупредить Чарыева И. М. о том, что в случае непринятия мер по пресечению преступных действий со стороны подчиненных должностных лиц, он будет освобожден от занимаемой должности(28.01.2002)
- Распоряжением Президента Туркменистана за ослабление контроля за распределением нефтепродуктов и обеспечением населения автобензином с государственного министра-председателя Государственной торговой корпорации «Туркменнефтегаз» Чарыева И. М. предписано удержать 3-месячный должностной оклад и перечислить указанные средства в Государственный бюджет Туркменистана (10.06.2005)

## Семья
- дочь - Курбанова Сульгун